# Per Enflo
Per Henrik Enflo (ur. 20 maja 1944 w Sztokholmie) – szwedzki matematyk znany z rozwiązania istotnych problemów otwartych z zakresu analizy funkcjonalnej.
Trzy spośród nich czekały na rozwiązanie ponad czterdzieści lat:
- problem bazy przestrzeni
- problem własności aproksymacji[2]
- problem podprzestrzeni niezmienniczych w przestrzeniach Banacha[3][4]

Rozwiązując powyższe problemy, Per Enflo opracował nowe techniki, które całymi latami służyły innym badaczom w analizie funkcjonalnej i teorii operatorów.
Niektóre z badań Enflo miały duże znaczenie również w innych dziedzinach matematyki (teoria liczb) i informatyki (algebra komputerowa i algorytm aproksymacyjny).
Obecnie Per Enflo jest profesorem emerytowanym na Uniwersytecie Stanowym w Kent. Przedtem wykładał na Uniwersytecie Kalifornijskim w Berkeley, Uniwersytecie Stanforda, w École polytechnique pod Paryżem i Królewskim Instytucie Techicznym w Sztokholmie.
W 1972 roku rozwiązał problem matematyczny, postawiony w 1936 roku przez Stanisława Mazura, zawarty w Księdze Szkockiej. Z tego tytułu w tym roku przyjechał do Warszawy, gdzie odebrał od Mazura nagrodę - żywą gęś.

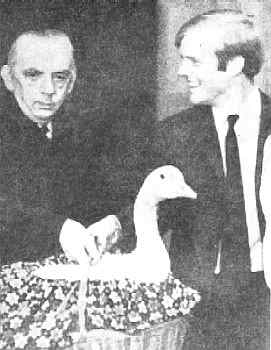
Profesor Mazur wręcza żywą gęś Perowi Enflo za rozwiązanie problemu z Księgi Szkockiej

Per Enflo jest ponadto pianistą i od dzieciństwa grywa koncerty. Interesuje się również matematyzacją kwestii związanych z ewolucją. W 1998 roku postawił m.in. hipotezę kojarzenia się genetycznego przedstawicieli Homo sapiens, z Neandertalczykami, która potem została potwierdzona.